# Creem
Pour l’article ayant un titre homophone, voir Cream (homonymie).
Creem (stylisé CREEM) est un mensuel américain traitant du rock 'n' roll, créé en 1969 par Barry Kramer et Tony Reay. Il suspend sa publication en 1988, avant de reprendre en juin 2022 comme site web d'archives et de newsletter. Lester Bangs, connu comme « le plus grand critique de rock des USA » était un des premiers auteurs de Creem. 
Creem est surnommé le « seul magazine de rock 'n' roll d'Amérique ».

## Histoire
Le terme de punk rock est utilisé pour la première fois dans Creem en 1971, tout comme le terme de heavy metal. Creem s'intéresse le premier aux mouvements punk rock et new wave, des années avant que les autres magazines comme Rolling Stone se réveillent enfin. Ils accordent une place importante à Lou Reed, David Bowie ou les New York Dolls avant qu'ils ne soient pris dans l'engrenage de la célébrité.
Le siège de Creem est situé à Détroit, dans le Michigan. Sa localisation géographique, excentrée par rapport aux lieux où se faisait la pluie et le beau temps en matière de musique et par rapport aux sièges des grandes firmes de divertissement, encourage un ton irrévérencieux et dépréciatif dans le magazine. Cette localisation pousse la revue à être un des premiers magazines nationaux à couvrir des artistes et des groupes locaux comme Iggy Pop, Alice Cooper, Bob Seger, Ted Nugent, Parliament-Funkadelic et autres groupes du Midwest comme Cheap Trick et Raspberries.
La fameuse bouteille de lait « Boy Howdy », logo du magazine, est dessinée par R. Crumb, qui est payé pour le dessin.

## Équipe
Entre les années 1960 et 1980, l'équipe de Creem compte Richard Meltzer, Dave DiMartino, Penny Valentine, Richard Riegel, Rick Johnson, Dave Marsh (en), Lester Bangs, Jaan Uhelszki, Greil Marcus, Patti Smith, Nick Tosches, Laruine Levine, Cameron Crowe, J. Kordosh, et Bill Holdship, qui devient un des rédacteurs en chef du magazine dans le milieu des années 1980. Le siège du magazine déménage à Los Angeles peu avant sa démission.
Bill Holdship et J. Kordosh sont invités à suivre Creem à Los Angeles après son rachat par Arnold Levitt, mais tous deux quittent le magazine avant son déménagement, après que Levitt mette le nom du magazine sous licence. Steve Peters et David Sprague, tous deux de bons journalistes de CREEM furent les derniers à rester de la chaîne éditoriale originale de 1969.
Robert Matheu, photographe travaillant couramment avec Creem depuis 1978, et son associé Ken Kulpa dirigent une version renaissante de Creem en ligne en 2022, avec une nouvelle équipe dont le rédacteur en chef Brian J. Bowe et le vétéran de Creem Jeffrey Morgan, qui travaille comme rédacteur au Canada.